# Ульдурга (Забайкальский край)
Ульдурга́ — село в Тунгокоченском районе Забайкальского края России. Входит в состав сельского поселения «Усуглинское».

## География
Село находится на левом берегу реки Ульдурга (приток Нерчи), на расстоянии 16 км (по прямой) к юго-западу от села Верх-Усугли, административного центра района. 

### Часовой пояс
Село Ульдурга, как и весь Забайкальский край, находится в часовой зоне МСК+6. Смещение применяемого времени относительно UTC составляет +9:00.

## История
До 1983 года село входило в состав Шилкинского района.

## Население
| 1989 | 2002 | 2010 | 2021 |
| ---- | ---- | ---- | ---- |
| 470  | ↘328 | ↘250 | ↘177 |

## Инфраструктура
В селе функционируют начальная школа, детский сад, клуб, библиотека, фельдшерско-акушерский пункт.